# Straßenbahn Meißen

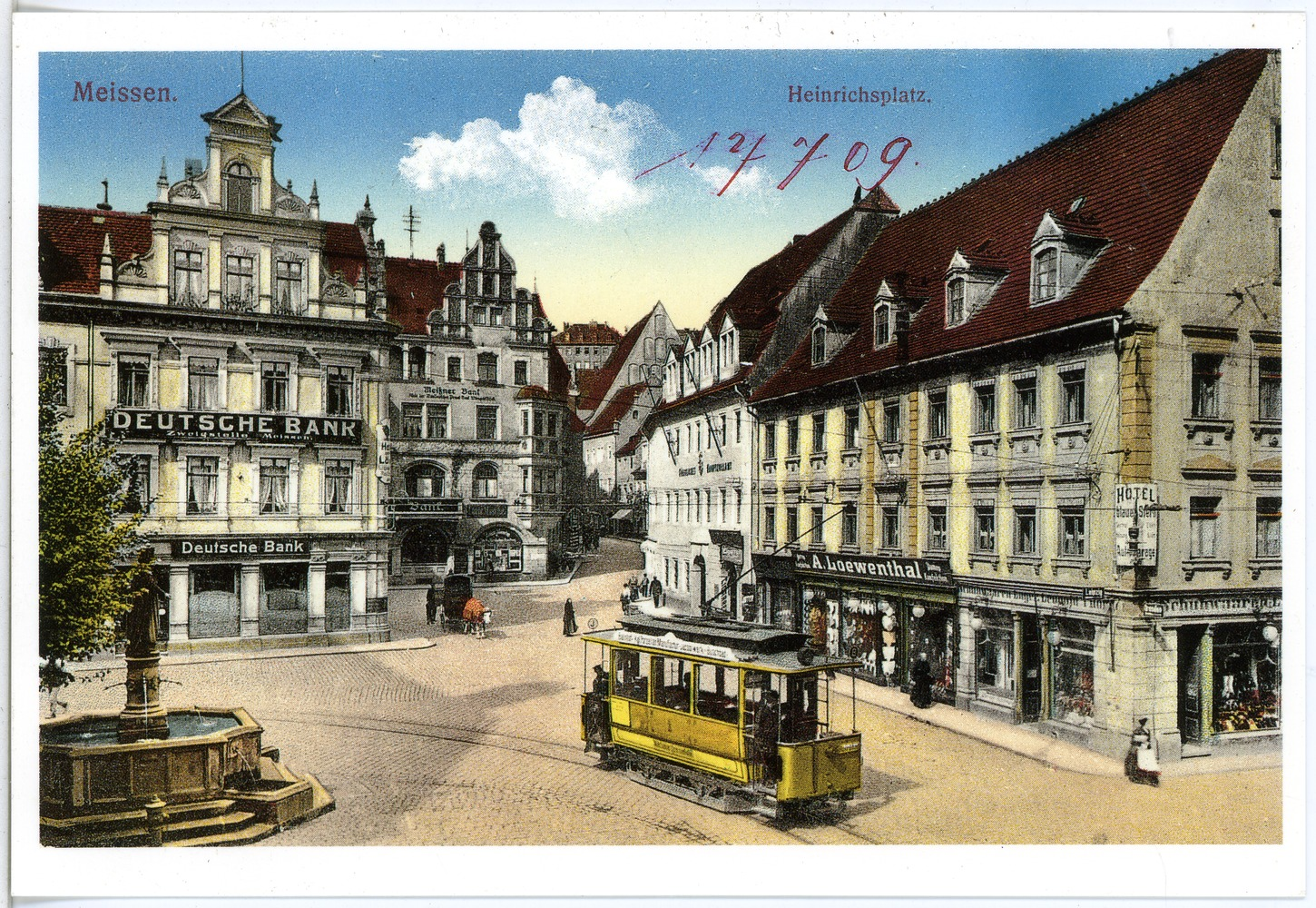
Straßenbahntriebwagen auf dem Heinrichsplatz, 1914

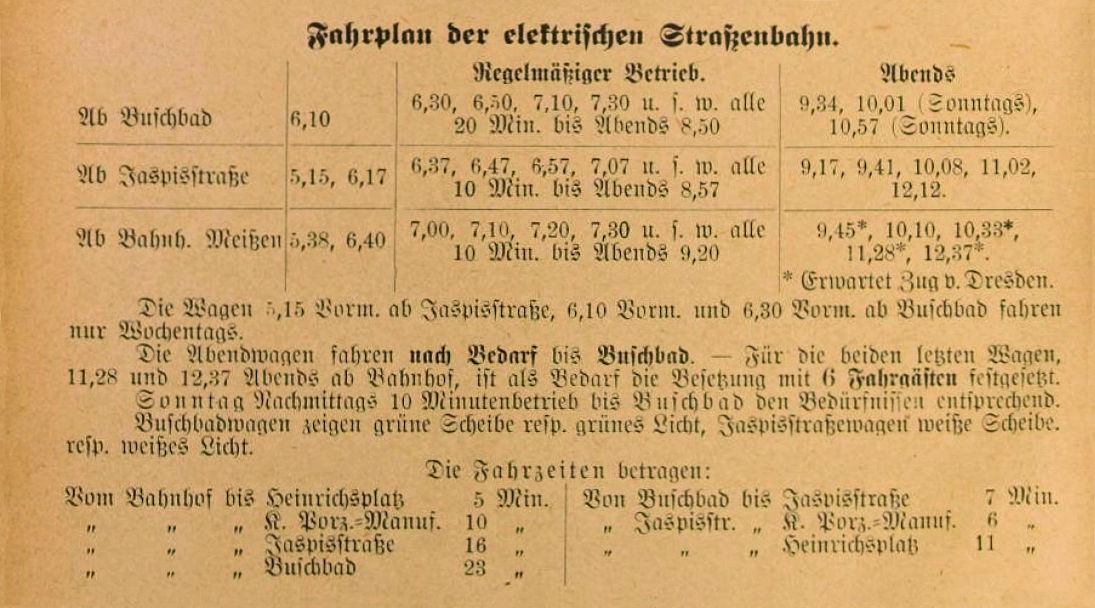
Fahrplanblatt der Straßenbahn Meißen von 1902

Die Straßenbahn Meißen war die Straßenbahn der sächsischen Stadt Meißen und bediente in Meterspur vom 16. Dezember 1899 bis zum 1. März 1936 den Personen- und vom 20. September 1900 bis 2. Januar 1968 den Güterverkehr in der Stadt. Die Besonderheit der Meißner Straßenbahn war der umfangreiche Rollbockbetrieb, der nicht nur als Verkehr zwischen normal- und schmalspurigen Strecken stattfand, sondern viele Jahre auch mit Fahrzeugen, die den Betrieb nicht nur zwischen diesen Spurweiten ermöglichten, sondern auch alle drei Spurweiten, die es gleichzeitig in Meißen gab (750 mm, 1000 mm, 1435 mm), im Güterverkehr als sogenannter „Huckepackverkehr“ bedienen konnten.
Die Meißner Bevölkerung bezeichnete die Straßenbahn liebevoll als „Funkenkutsche“, einige Relikte erinnern noch heute an das Unternehmen.

## Geschichte
Am Ende des 19. Jahrhunderts zählte die Kreisstadt an der Elbe rund 20.000 Einwohner. Somit schien die Einrichtung eines innerstädtischen Verkehrsmittels angebracht, zumal der Bahnhof Meißen gegenüber der Altstadt auf dem rechten Elbufer liegt.
Ursprünglich verfolgte man bis 1888 noch den Gedanken zum Bau einer Pferdestraßenbahn, die auch über den Markt und die Fleischergasse geführt werden sollte. Im Jahre 1893 gab es dann die Anfrage zur Konzession zum Bau einer Straßenbahn „mittels mechanischen Motors“ oder Gasmotorwagen, welche allerdings nicht weiterverfolgt wurde. Grundsätzlich war man sich jedoch einig, dass eine Straßenbahn nur für den Personenverkehr nicht rentabel ist und man deshalb auch den Güterverkehr per Straßenbahn einplanen sollte.

### Personenverkehr
Die Stadt schloss im Jahre 1895 einen Vertrag mit der Credit- und Sparbank in Leipzig, der Union-Elektricitäts-Gesellschaft in Berlin und dem Kaufmann Heinrich Eckstein aus Leipzig über den Bau einer Straßenbahn und eines Elektrizitätswerks in Meißen ab. Am 2. Juni 1898 kam es zu einem weiteren Vertrag über die endgültige Linienführung, in der nun auch eine Güterstrecke zum Elbkai enthalten war. Noch im Juni 1898 begann das Verlegen der Gleise in der Talstraße. Das Konsortium gründete am 12. Mai 1900 die Meißener Straßenbahn AG. Zum Betriebshof wurde das Grundstück Jaspisstraße 11 im Triebischtal erklärt.

Fahrmarken und Straßenbahngeld
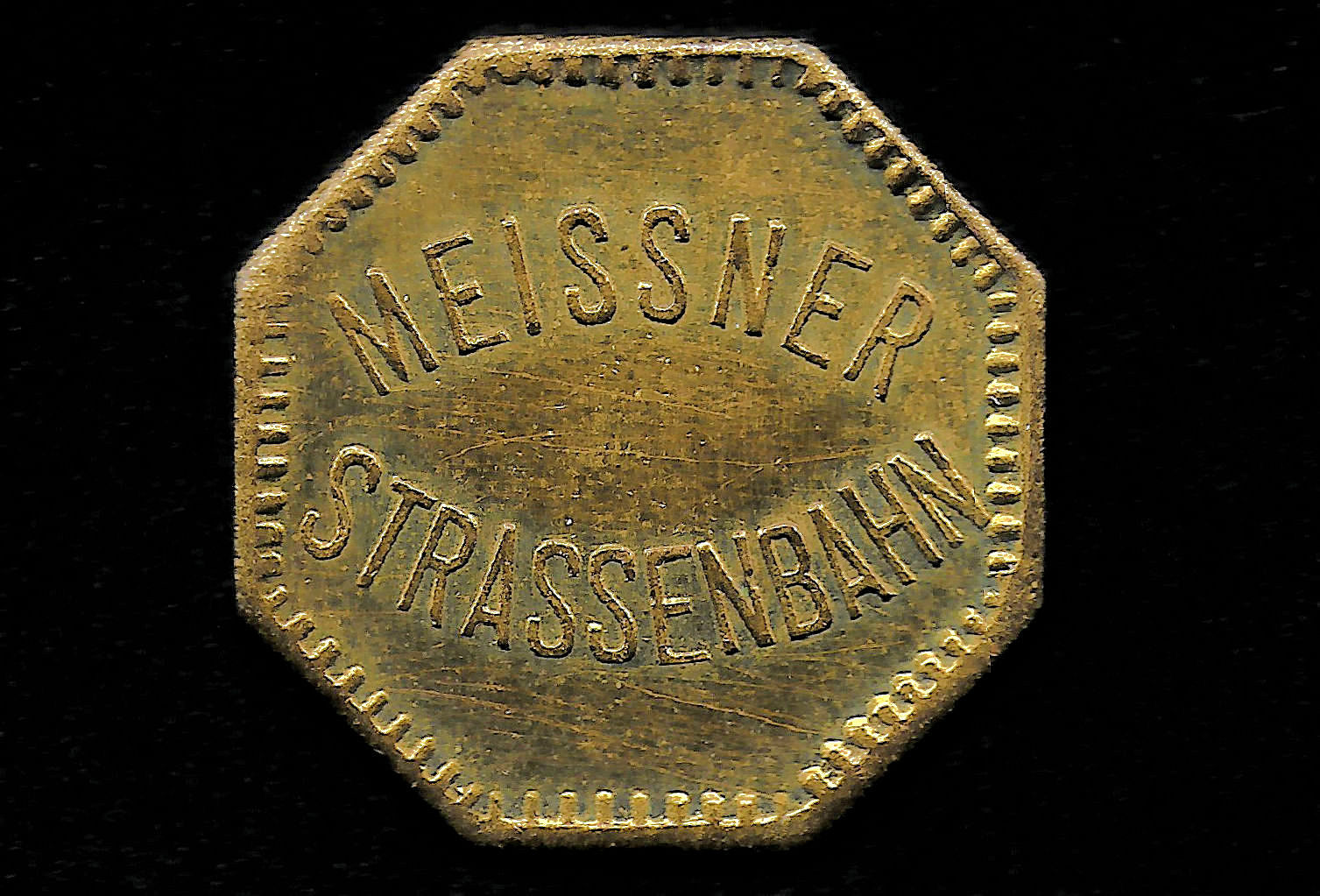
Fahrmarke aus Messing von 1900 Vorderseite
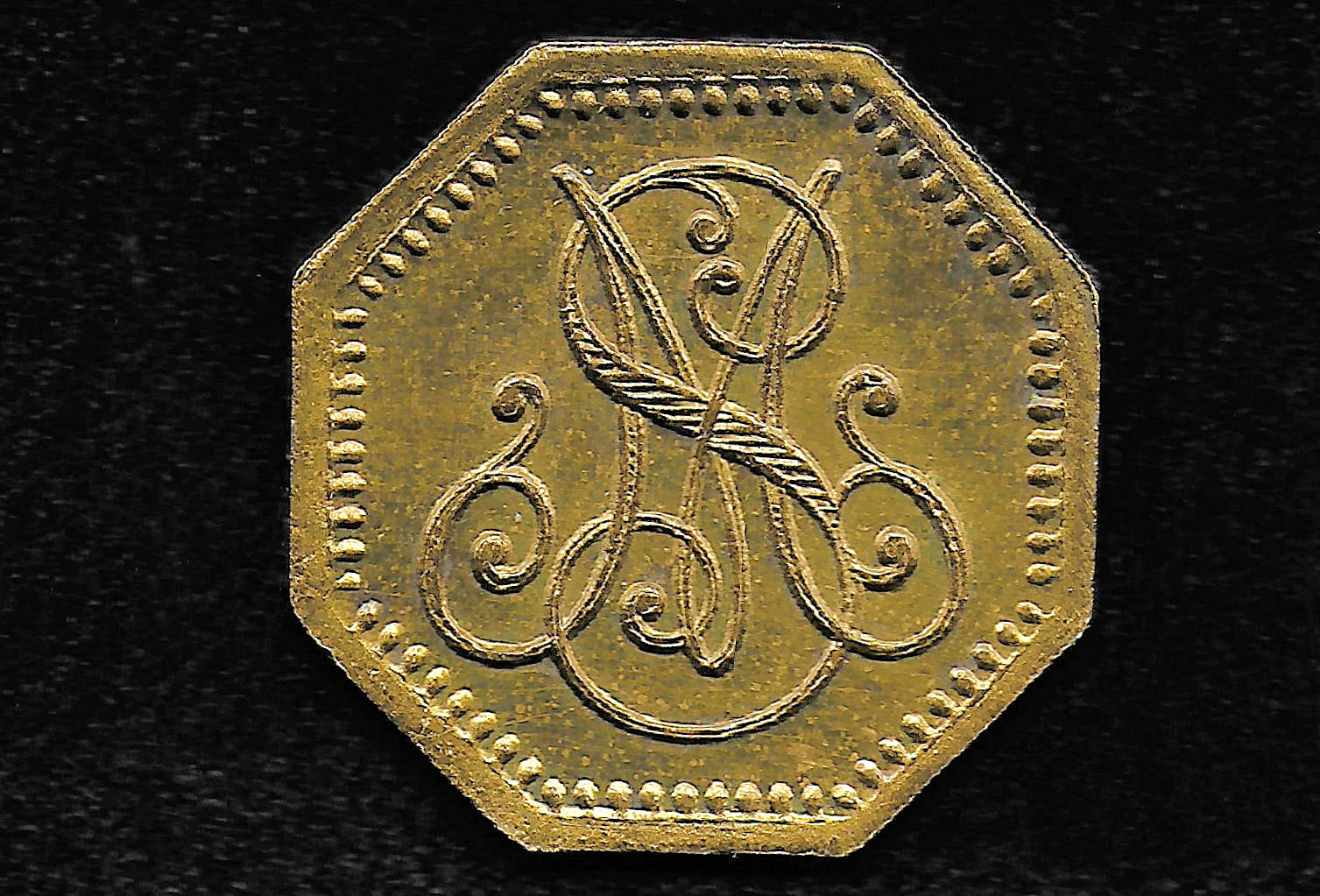
Fahrmarke aus Messing von 1900 Rückseite
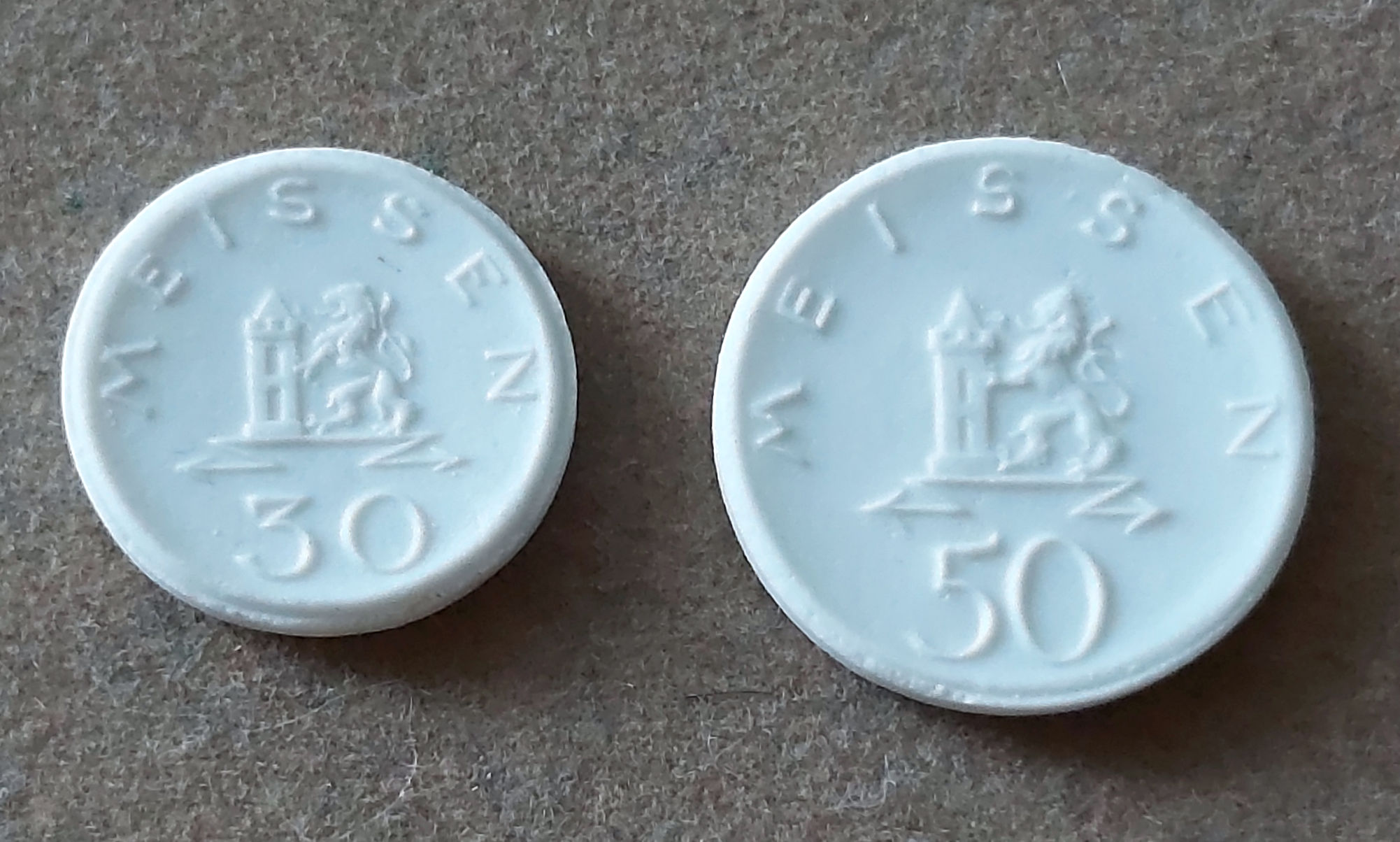
Straßenbahngeld Meißen Wertseite
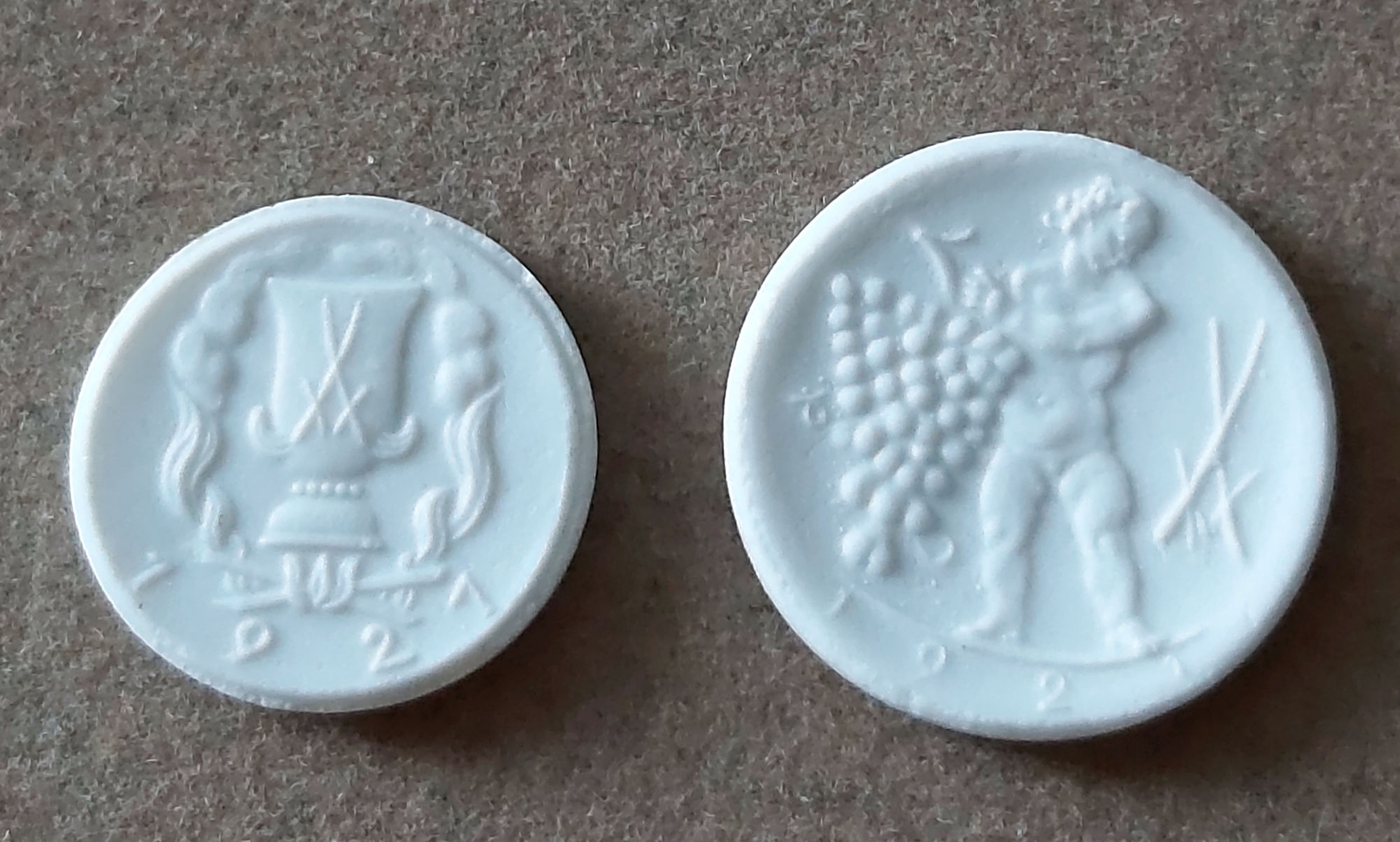
Straßenbahngeld Meißen Motivseite

#### Eröffnung in Etappen
Das Kgl. Sächsische Ministerium des Innern stellte am 25. November 1899 die Verleihungsurkunde aus, die offiziell der Elektricitätsgesellschaft Union das Recht zur Herstellung und zum Betrieb von Straßenbahnen in Meißen erteilte. Darin war festgelegt, dass die Strecke vom Bahnhof Meißen bis zur heutigen Kerstingstraße nur dem Personen-, Gepäck- und Stückgutverkehr zu dienen hatte. Die an der Einmündung der Kerstingstraße in die Talstraße beginnende Strecke über den Neumarkt zum Elbkai sollte dem Güterverkehr vorbehalten sein. Der Abschnitt von der genannten Einmündung durch das Triebischtal bis zum Buschbad diente dem gemischten Verkehr.
Zuerst wurde am 16. Dezember 1899 der Betrieb im Abschnitt Bahnhof Meißen–Jaspisstraße im Zehn-Minuten-Takt aufgenommen. Man zählte am Eröffnungstag 2.700 Fahrgäste. Der Abschnitt bis zur damaligen Stadtgrenze auf der Mühlgrabenbrücke an der Straße Am Triebischwehr wurde am 11. Januar 1900 eröffnet. Ab dem 1. April 1900 war schließlich die Reststrecke bis zum Buschbad für den Personenverkehr freigegeben. Die 4,6 Kilometer lange eingleisige und meterspurige Gesamtstrecke für den Personenverkehr begann am Staatsbahnhof Meißen in Cölln und überquerte die Elbe zur Altstadt hin. Sie führte über den Heinrichsplatz, über den Kleinmarkt und folgte dann der Neugasse, der Talstraße und der Jacobistraße nach Westen bis zur Endstation am Buschbad, nahe der Triebisch.
Die Reisezeit über die Gesamtstrecke betrug 23 Minuten. Gefahren wurde vom Bahnhof Meißen bis zur Jaspisstraße (Linie J) im Triebischtal weiterhin alle zehn Minuten, bis nach Buschbad (Linie B) alle 20 Minuten. Bei Volksfesten verkehrte die Straßenbahn zwischen Neugasse und Böttgerstraße alle 5 Minuten. Die Straßenbahn durfte in den engen Gassen der Stadt, besonders am Heinrichsplatz, nur mit 6 km/h und auf den Außenstrecken bis zu 20 km/h fahren. Nach dem Ersten Weltkrieg führte man die Linienbezeichnung „1“ für die Gesamtstrecke vom Bahnhof bis nach Buschbad ein. Die Straßenbahn war für einen Betrieb mit Rollenstromabnehmern ausgelegt. Am Bahnhof Meißen gab es ein Gleisdreieck an der Endhaltestelle, sodass die Fahrgäste stets die Wagen am Vorplatz besteigen konnten.
Die Strecke war vorwiegend eingleisig mit Ausweichen, die einen 5-Minuten-Verkehr ermöglichten. Die Elbbrücke und ein Teil der Elbstraße waren jedoch zweigleisig. Trotzdem durften sich auf der Elbbrücke keine Straßenbahnwagen begegnen. Dafür sorgten zwei Wärter auf jeder Seite. Über den Heinrichsplatz führte die Strecke weiter durch die Gerbergasse zur Neugasse und von dort in die Talstraße. Am Abzweig zur Jaspisstraße gab es ein weiteres Gleisdreieck. Durch das Gleisdreieck konnten Straßenbahnfahrzeuge aus beiden Richtungen direkt zum Betriebshof Jaspisstraße fahren. Vom Gleisdreieck führte die Strecke über die damalige Jacobistraße weiter bis zur Endhaltestelle am Buschbad.

#### Meißner Straßenbahn AG
Schon am 14. Juli 1900 beschloss die am 12. Mai 1900 gegründete Meißner Straßenbahn AG in einer Generalversammlung, die gesamte Bahn vom Konsortium zu kaufen. Zu Beginn des Ersten Weltkrieges wurde ein großer Teil des Personals zum Kriegsdienst eingezogen. Gleichzeitig sank die Anzahl der beförderten Fahrgäste und auch der Güterverkehr nahm erheblich ab. Die Meißner Straßenbahn AG beschloss daher am 5. Mai 1917 ihre Auflösung.

#### Städtische Straßenbahn Meißen
Die Stadt Meißen wollte jedoch unbedingt den Straßenbahnbetrieb erhalten. Sie übernahm 1917 das Unternehmen für 810.000 Mark. Zunächst dünnte sie danach den Fahrplan aus. Am 1. Januar 1918 gab es erstmals eine Tariferhöhung, weitere Tariferhöhungen folgten. Die Beförderungszahlen erreichten 1913 mit 1.087.000 einen Höhepunkt.16.12.1989 Personenverkehr Bahnhof bis Jaspisstraße

#### Fahrmarken und Straßenbahngeld
Zunächst musste der Fahrpreis von 10 Pfennig in den Zahlkasten im Triebwagen geworfen werden. Das sollte der Fahrer kontrollieren. Fuhr der Zug mit Beiwagen, dann kassierte dort ein Schaffner und der Fahrgast erhielt einen Fahrschein. Jedoch gab es auch Fahrmarken aus Messing (19,70 × 19,70 Millimeter) in den Meißner Geschäften zu kaufen. Als Ermäßigung konnte man zwölf Fahrmarken in einer Tüte verpackt für eine Mark erwerben. Die Fahrmarken sollten ebenfalls im Triebwagen in den Zahlkasten geworfen werden. Im Beiwagen sammelte der Schaffner die Marken ein und man bekam dafür einen Fahrschein. Während des Ersten Weltkrieges waren die Fahrmarken nur noch aus Zink. Hergestellt wurden die Marken in der Firma von Friedrich Oswald Naupert in Roßwein. Auf den achteckigen Marken mit Perlrahmen stand auf der Vorderseite bogig „MEISSNER STRASSENBAHN“. Auf der Rückseite war das Monogramm „MS“, für MEISSNER STRASSENBAHN eingeprägt. Das „S“ ist dabei schraffiert.
Für die Personenstraßenbahn wurden nach dem Ersten Weltkrieg kurzfristig zwei Münzen aus Porzellan ausgegeben. Anfang 1921 fertigte die Porzellanmanufaktur Meissen die 30- und 50-Pfennig-Stücke an. In der Stadtverwaltung hieß es, dass es kein Notgeld, sondern Straßenbahngeld sei. Eingeführt wurden die Stücke offiziell mit einer Ankündigung im „Meißner Tageblatt“ vom 5. Mai 1921. Zur Benutzung der Meißner Straßenbahn akzeptierte man aber nur die beiden Stücke aus weißem Biskuitporzellan. Die motivgleichen Stücke aus Böttgersteinzeug waren dagegen Erwerbslosengeld. Die Münzentwürfe stammen von Emil Paul Börner. Beide Münzen kamen schnell in Sammlerhände und verschwanden so aus dem Umlauf.

#### Zeittafel
- 16.12.1899 Start des Betriebes mit der Strecke Bahnhof Meißen – Jaspisstraße
- 11.01.1900 verlängert bis Stadtgrenze (Mühlgrabenbrücke nahe der Straße Am Triebischwehr)
- 01.04.1900 verlängert bis Buschbad
- 20.09.1900 erste Güterzug von den Rollbockgruben im Betriebsbahnhof zum Anschluss der Ziegelei
- 13.12.1900 1,57 km lange Güterstrecke von der heutigen Kerstingstraße zum Elbkai
- 25.04.1933 Einstellung des Personenverkehrs zwischen Bahnhof und Neugasse (wegen Brückenschäden der Elbbrücke)
- 02.03.1936 Einstellung des Personenverkehrs
- 02.01.1968 Einstellung des Güterverkehrs
- 1969 wird die letzte Meißner Straßenbahn-Güterlok Nr. 3 ins Verkehrsmuseum Dresden gebracht

#### Zukunft
Im Jahre 2012 kommt als Leihgabe des Verkehrsmuseums Dresden die letzte Meißner Straßenbahn-Güterlok Nr. 3 nach Meißen zurück. Standort der alten Lok ist der Bauhof der Stadt Meißen, dort, wo sich der frühere Betriebshof der Meißner Straßenbahn befand. Die elektrische Lokomotive Nr. 3 war von 1901 bis 1967 zwischen Elbkai und Buschbad im Einsatz. Die acht Meter lange Güterlok aus Stahl hat vier elektrische Motoren je 25 PS und wiegt 22,6 Tonnen.
Derzeit bemüht sich ein Verein um diese Lok und hat weitere Wagen der ehemaligen Meißner Straßenbahn gekauft.⇒Der letzte Sachse

Relikte
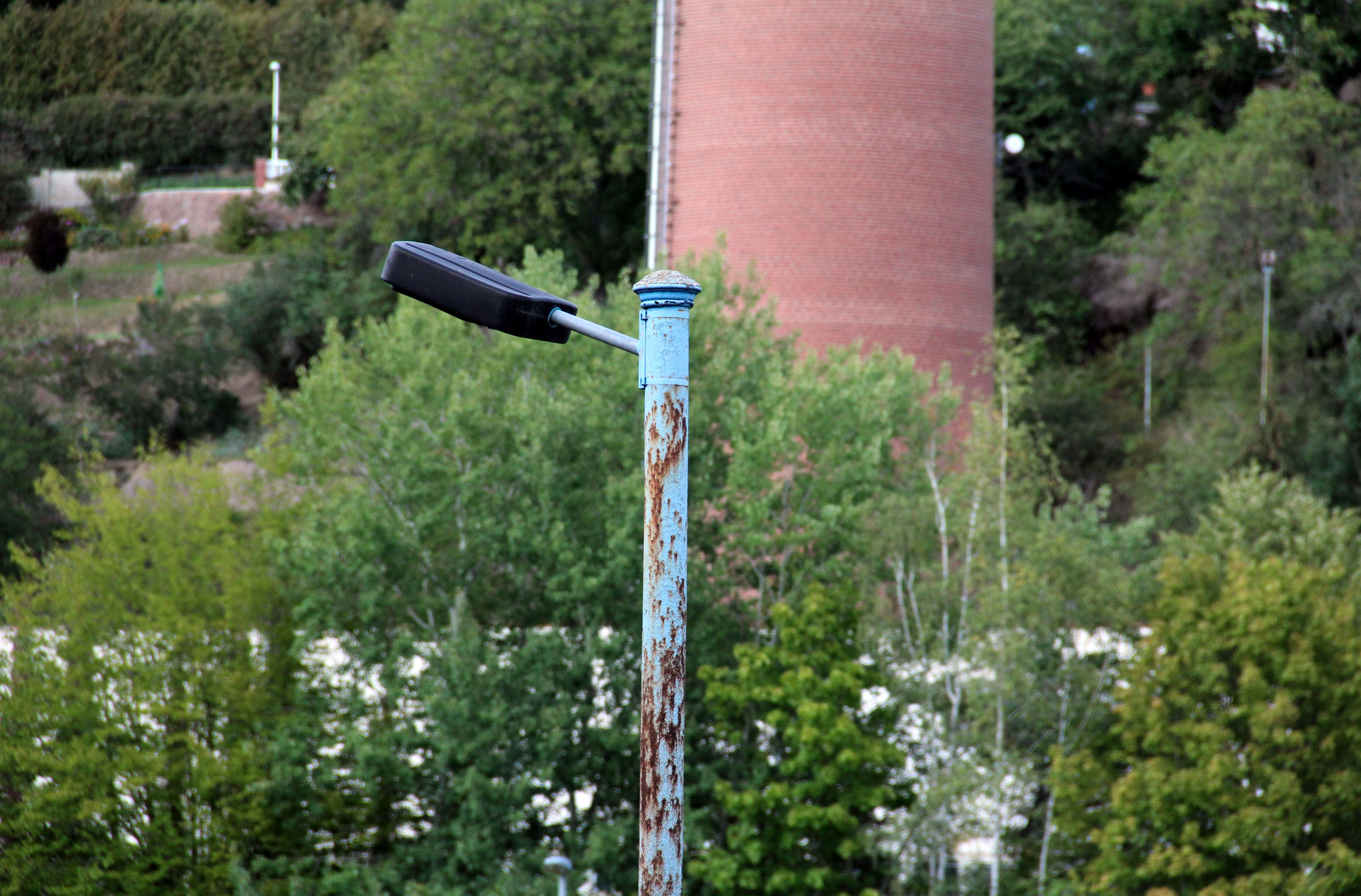
Im Original erhalten gebliebener Oberleitungsmast
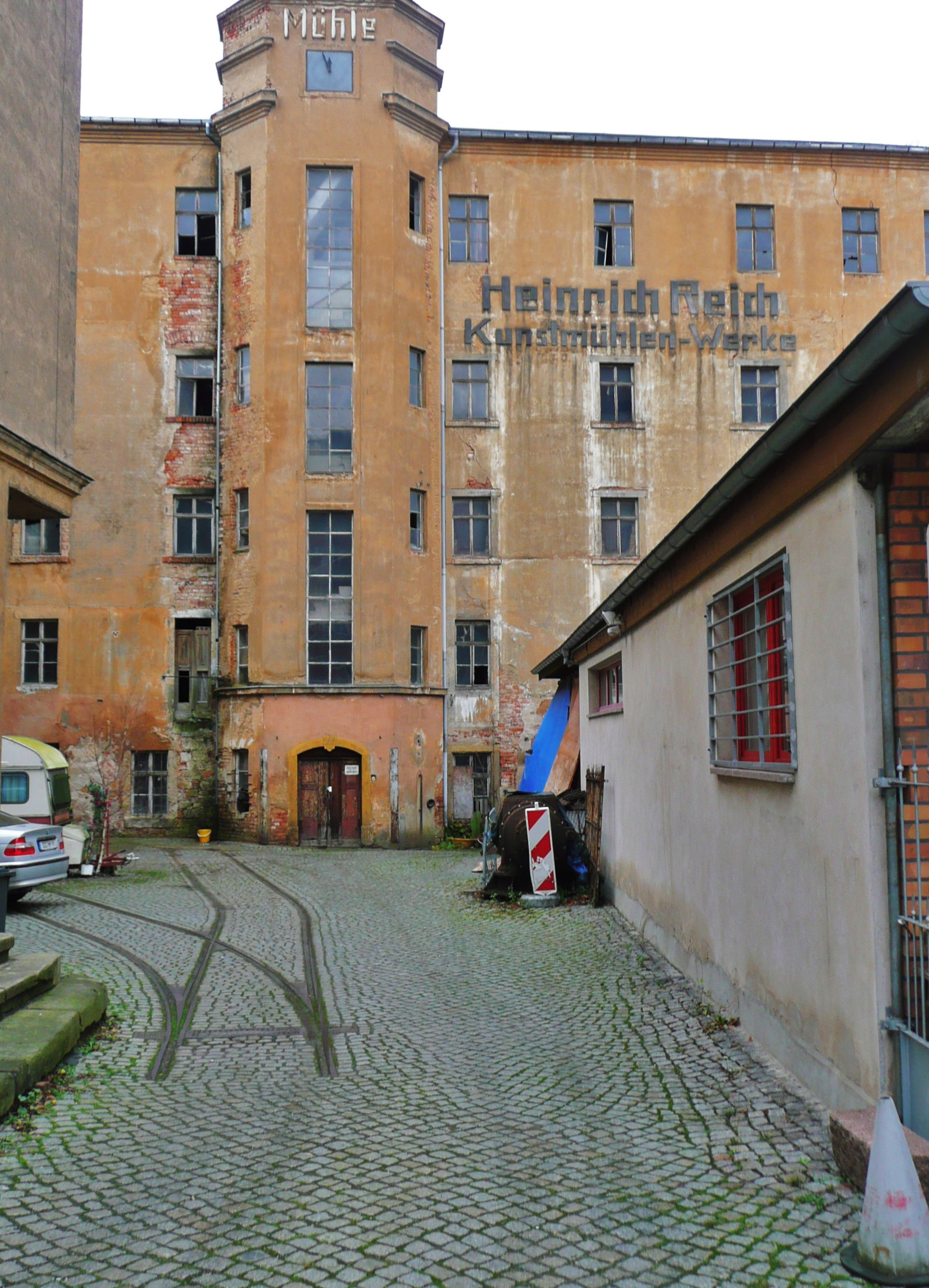
Erhaltene Straßenbahnschienen bei der ehemaligen Kunstmühlenfabrik Heinrich Reich in Triebischtal, 2015
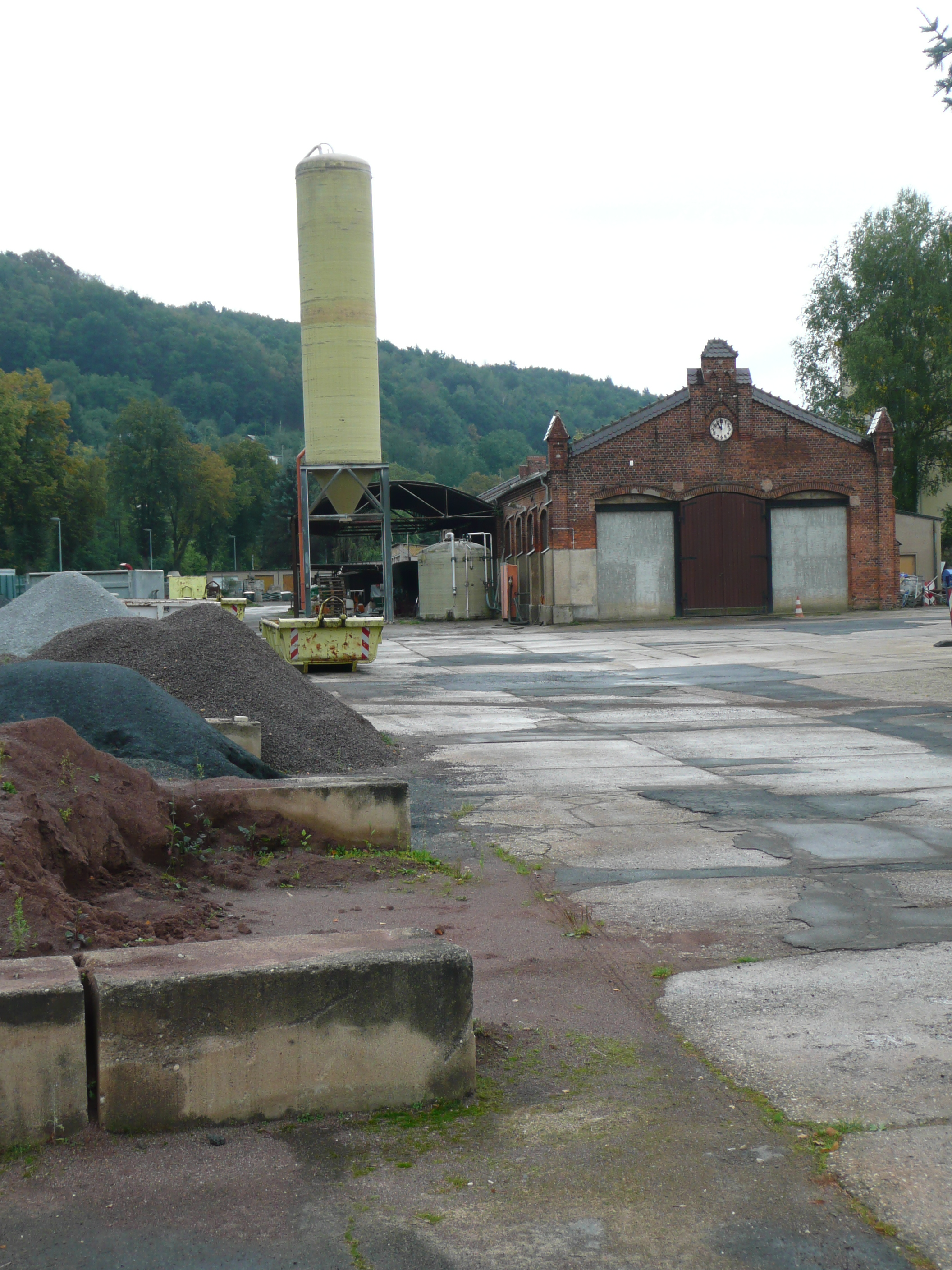
Blick auf das ehemalige Straßenbahndepot im Jahr 2015
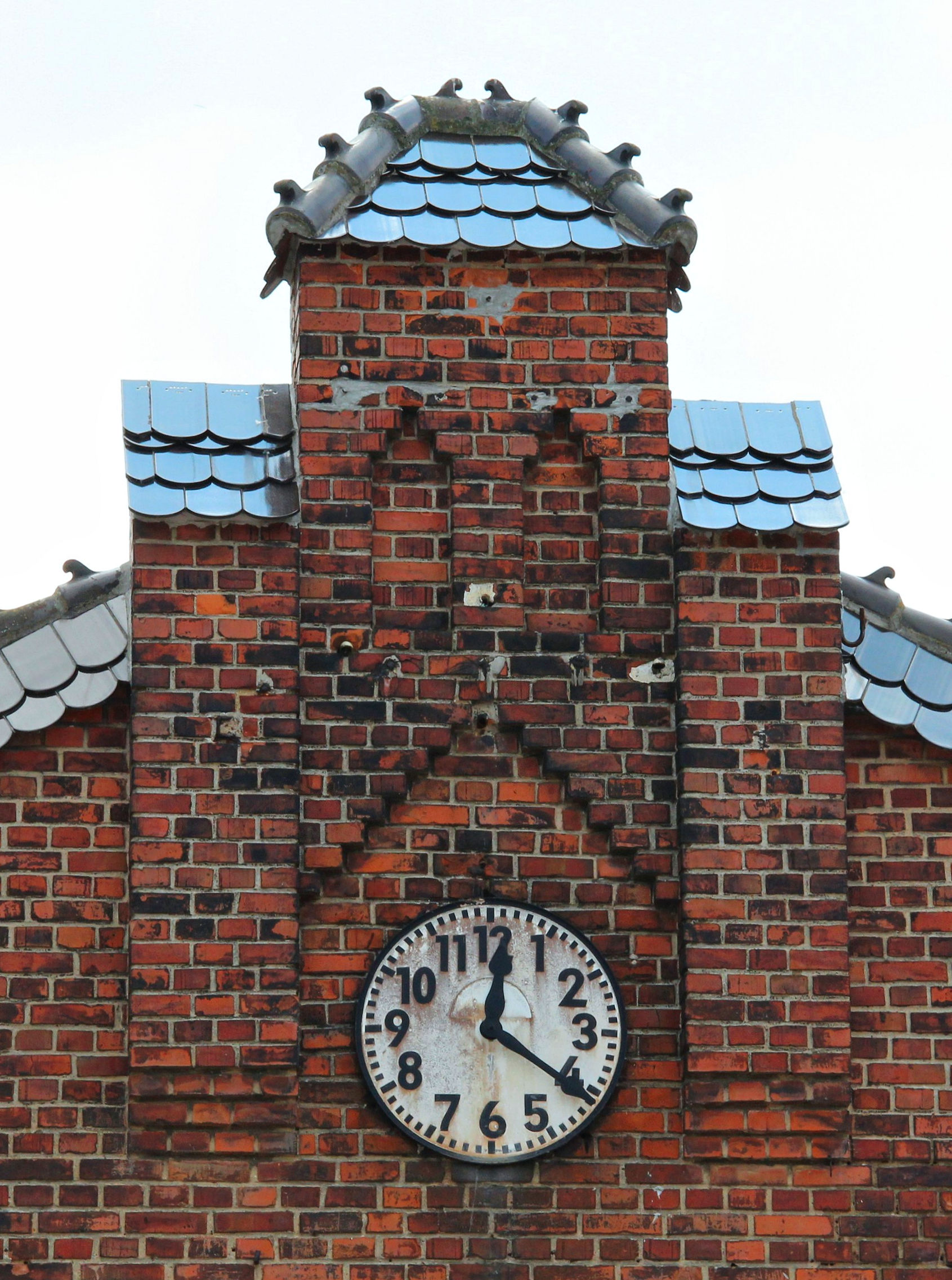
Uhrtürmchen am Straßenbahndepot
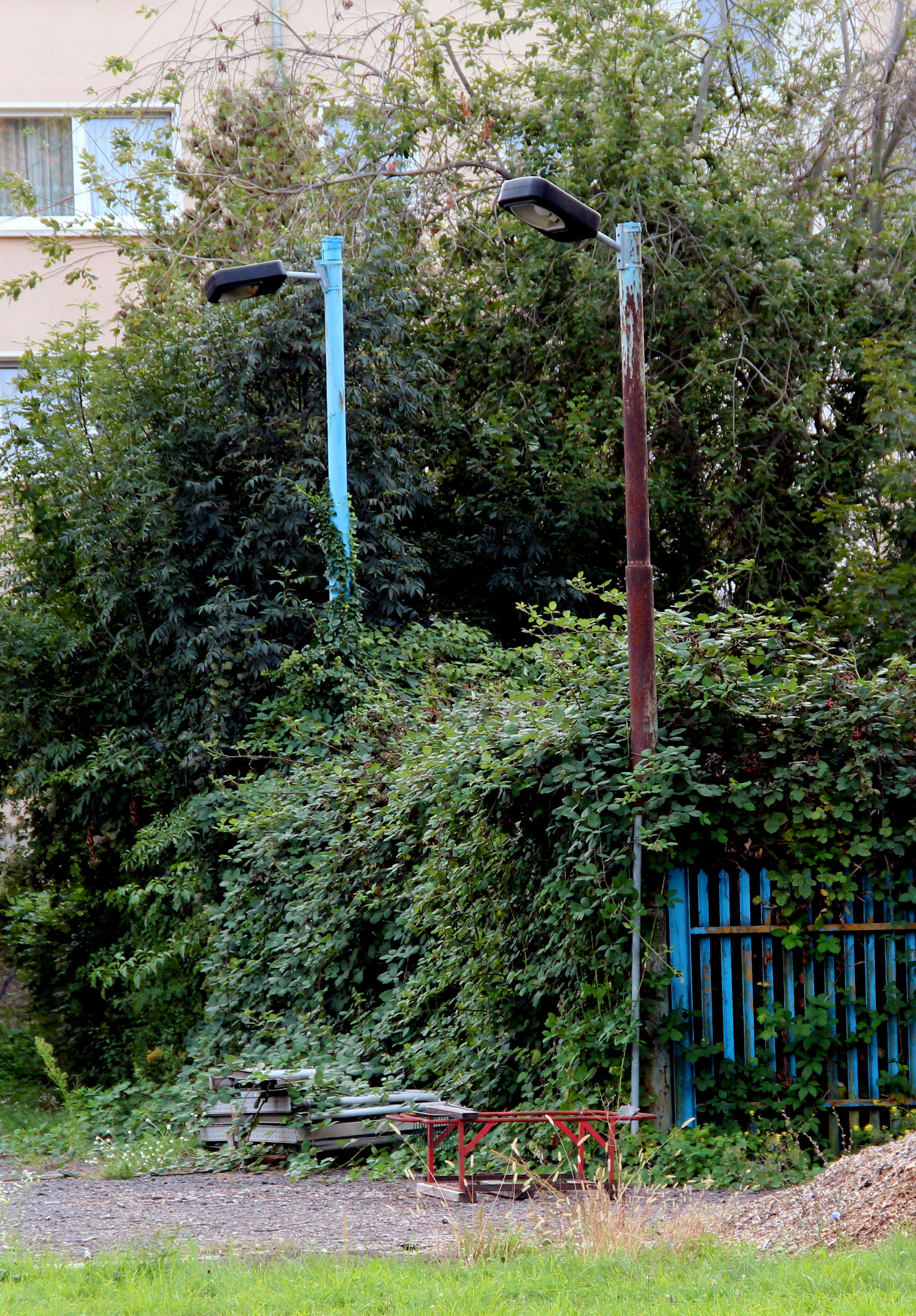
Oberleitungsmasten in der Jaspisstraße
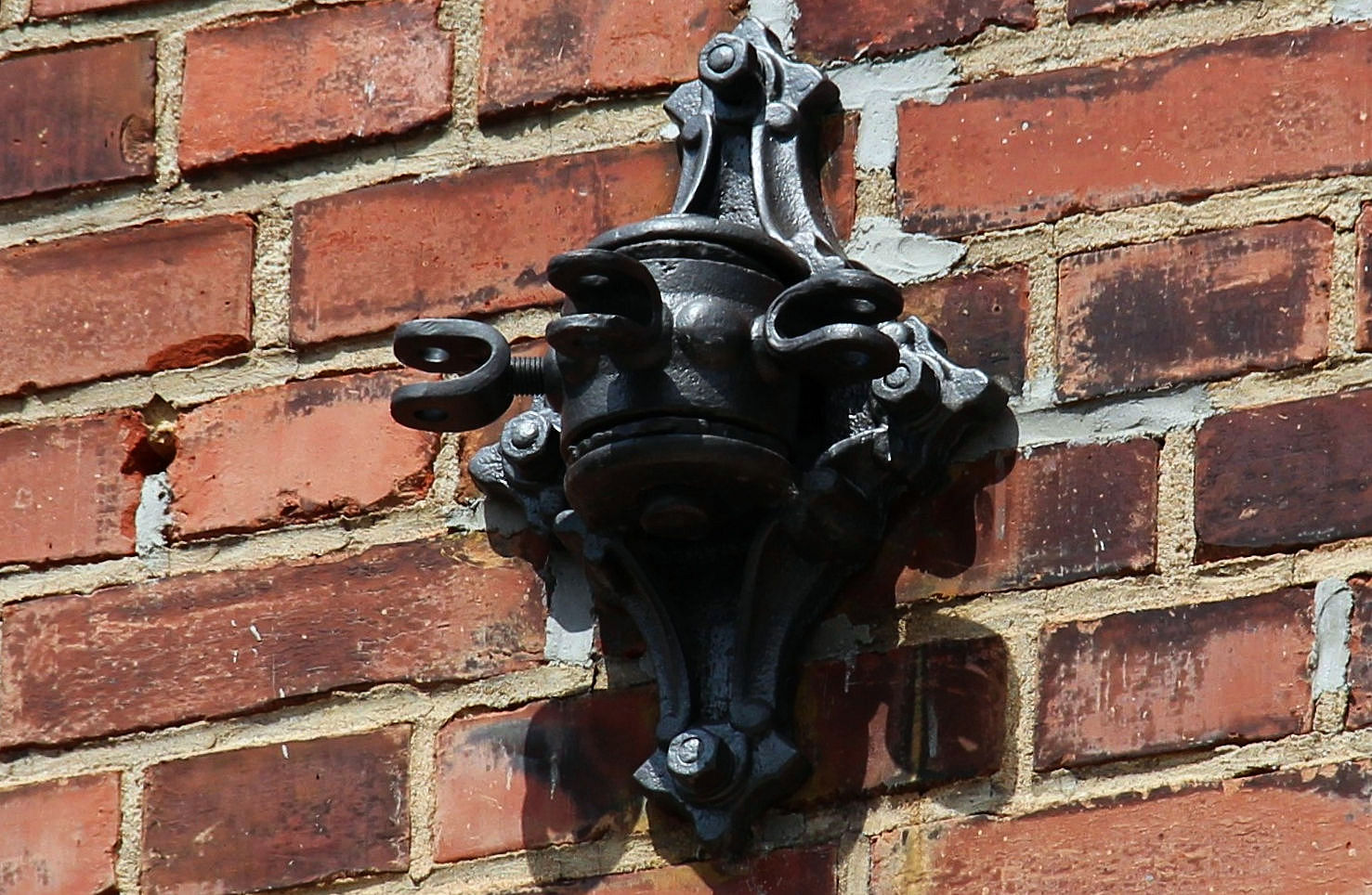
Historische Oberleitungsrosette

### Güterverkehr
Am 20. September 1900 begann die Straßenbahngesellschaft auch mit dem Gütertransport. Die erste Fahrt ging vom Betriebsbahnhof an der Jaspisstraße bis zur Ziegelei am Buschbad. Ab 8. Oktober 1900 fuhr man dann auch stadteinwärts und am 25. März 1901 fuhr man erstmals aufgebockte Güterwagen zur Firma Teichert am Neumarkt. Ein Elbhochwasser verhinderte vorerst noch den Elbumschlagsbetrieb am Elbkai. Der Güterverkehr zum Elbkai konnte erst am 9. April 1901 aufgenommen werden. Ab 1905 wurde auch der Rollbockverkehr zum Elbkai zugelassen. Bisher hatte man dort nur Jute für die Spinnerei im Triebischtal umschlagen können. Nun konnten dort auch landwirtschaftliche Produkte wie zum Beispiel Kartoffeln und Zuckerrüben verschifft werden.
Der Güterverkehr entwickelte sich recht gut. Transportiert wurden vorwiegend Waggons auf Rollböcken, die mit Kohle, Koks, Kaolin oder Jute beladen waren. Aber auch Getreide, Mehl, Kartoffeln, Zuckerrüben und Stückgut wurden im Waggon den Kunden mit Gleisanschluss zugeführt oder die gefertigten Produkte von dort abgeholt. Waren es zur Eröffnung der Güterstraßenbahn nur fünf Fabrikanschlüsse, so wuchs die Zahl in sehr kurzer Zeit auf 15 an. Im Jahre 1912 wurden auf diese Art 129.400 Tonnen an Gütern transportiert.
Der Betriebshof der Straßenbahn in der Jaspisstraße 11 hatte einen normalspurigen (1435 mm) Gleisanschluss zur Staatseisenbahn, über den Güterwagen vom Güterbahnhof Meißen Triebischtal auf das Betriebsgelände der Straßenbahn gelangten. Dort befand sich je ein Gleis für ankommende und für abgehende Wagen. Über eine Segmentdrehscheibe wurden die Wagen per Seilzug zu den zwei Rollbockgruben rangiert. Dazu benutzte man vorzugsweise die kleine Güterlok Nr. 4. Auf dem Betriebshofgelände befand sich außerdem das Verwaltungsgebäude, eine dreigleisige Wagenhalle mit Werkstatt sowie die „Kraftstation“. In der Kraftstation waren zwei Stadtgasmotore, die jeweils mit einem Gleichstromgenerator 65 kW / 500 V gekuppelt waren. Dazu gab es noch eine Pufferbatterie.
Das Gütergleis begann am fiskalischen Elbkai unterhalb des Meißner Domes und führte am rechten Triebischufer über die Poststraße und den Neumarkt talaufwärts, querte den Fluss Triebisch (mit der Kerstingstraße) erneut und mündete in der Talstraße in die Strecke des Personenverkehrs ein, von der mehrere Anschlussgleise abzweigten, beispielsweise zur Porzellanmanufaktur und zum Gaswerk. An der Jaspisstraße zweigte die Güterbahn von der Talstraße zum Betriebshof der Straßenbahn ab, wo Anschluss zur Staatsbahn bestand. Ab 20. Juni 1913 fuhren Güterzüge von dort durch die Altstadt auch auf das rechte Elbufer und nutzten eine neue Übergabemöglichkeit an die Staatsbahn in der Nähe vom Bahnhof Meißen. Auf diesem Abschnitt durften aber keine Rollböcke benutzt werden; daher wurden bis zu vier eigene Straßenbahn-Güterwagen an eine Ellok angehängt.
Mit Beginn des Zweiten Weltkriegs, welcher zunächst noch zu einer Steigerung des Güteraufkommens führte, kam jedoch keine Jute mehr auf dem Wasserweg in Meißen an. Der Umschlagsbetrieb am Elbkai wurde eingestellt. Im Jahr 1941 mussten – wie auch von anderen Straßenbahnbetrieben sowie Schmalspurbahnen – Güterwagen an die Heeresverwaltung des Deutschen Reiches abgegeben werden. Mutmaßlich hatte dabei die auf Rügen ansässige Munitionsfabrik in Dranske, welche über ein Anschlussgleis an das 750-mm-Netz der Rügenschen Kleinbahn angeschlossen war, eine Verteilerfunktion. Von den 14 abgegebenen Wagen gelangten sechs auf die Nordseeinsel Langeoog. Im Jahr 1947 wurden die Gleise vom Elbkai bis zum Hahnemannsplatz abgebaut.
In den 1950er Jahren transportierte die Straßenbahn noch jährlich knapp 6000 Eisenbahnwagen in der Stadt, trotzdem waren die vorhandenen Gleisanlagen mit der Zeit technisch nicht mehr aktuell. Außerdem setzte die Deutsche Reichsbahn zunehmend auch vierachsige Güterwagen ein. Solche langen Wagen konnte die Straßenbahn aber aufgrund der engen Bögen nicht in die Anschlüsse der Fabriken fahren.
Zum 31. Dezember 1967 stellte die Stadt den Betrieb der Straßenbahn offiziell ein. Da allerdings im Güterbahnhof Meißen Triebischtal noch einige Güterwagen für die Anschließer eintrafen bzw. zuvor zugeführte Güterwagen von den Fabriken noch abgeholt werden mussten, lief der Betrieb bis zum 2. Januar 1968 weiter. Danach wurde der Straßenbahnbetrieb noch am gleichen Tag stillgelegt.

#### Verknüpfung Schmalspurbahn–Straßenbahn
Der Güterverkehr auf den beiden Schmalspurstrecken der Staatsbahn Meißen Triebischtal–Wilsdruff sowie Meißen Triebischtal–Lommatzsch wurde in den letzten Betriebsjahrzehnten vorrangig mit regelspurigen Güterwagen auf schmalspurigen Rollwagen abgewickelt, transportiert wurde so zum Beispiel Kaolin aus Löthain. Die auf der Schmalspurbahn für Anschlussbetriebe der Meißner Straßenbahn ankommenden Regelspurgüterwagen wurden dazu auf der Rollwagengrube im Güterbahnhof Meißen Triebischtal von den Rollwagen gezogen, dann auf dem Regelspurgleis über die Triebisch zur Rollbockanlage im Betriebshof der Meißner Straßenbahn gefahren, dort aufgebockt und von dort mit einer meterspurigen Güterellok der Straßenbahn zum Beispiel zur Porzellanmanufaktur Meißen gefahren.
Es gab jedoch ab 1910 auch die Möglichkeit, 750-mm-spurige Wagen der Schmalspurbahn auf der meterspurigen Güterstraßenbahn in Meißen zu transportieren. Dafür nutzte man von der Staatsbahn beschaffte regelspurige Flachwagen, auf denen ein 750-mm-Gleis verlegt war. Mittels einer Überladerampe im Güterbahnhof Meißen Triebischtal konnten Schmalspurgüterwagen auf diese aufgerollt werden. Anschließend wurde der regelspurige Spezialwagen zur Rollbockgrube im Betriebshof der Meißner Straßenbahn gefahren. Dort wurde er aufgebockt und danach weiter mit der Güterstraßenbahn durch die Stadt befördert. Kurios war, dass damit eine Art „Huckepackwagen“ mit drei Spurweiten (1000 mm, 1435 mm, 750 mm) übereinander entstand – doch damit entfiel das Umladen der Fracht. Somit bestand auch eine Verknüpfung zwischen Schmalspureisenbahn und der Meißner Güterstraßenbahn.

#### Anschlussgleise Güterverkehr
Nachweisbar sind heute 23 Abzweigungen von den Strecken- und Betriebshofgleisen, die in 15 Betriebe der Stadt Meißen führten. Diese Anschlüsse bestanden jedoch nie gleichzeitig. Der erste Firmenanschluss verschwand schon 1914, als die Nähmaschinenfabrik Biesold & Locke einem Großbrand zum Opfer fiel. Im Jahre 1961 wurde der letzte Fabrikanschluss zur neuen Halle vom VEB Molekularzerstäubung im Triebischtal realisiert. Anschlussgleise bestanden demnach zu:
- Buschmühle (Buschbad)
- Tonwarenfabrik Tittelbach
- Chamotte- und Tonwaren-Fabrik
- Ziegelei Otto & Schlosser
- Emaillierwerk Teutonia
- VEB Molekularzerstäubung
- Jutespinnerei Lager II
- Jacobiwerk (Maschinenfabrik)
- Jutespinnerei Hauptwerk Schützestraße
- Meißner Gasanstalt
- Porzellanmanufaktur Meißen
- Maschinenfabrik Schindler & Grünewald
- Reich-Mühle
- Blechwarenfabrik Quaas
- Nähmaschinenfabrik Biesold & Locke
- Meißner Ofen- und Porzellanfabrik vorm. Carl Teichert

## Fahrzeuge

### Personenverkehr
Den Personenverkehr hatte man 1899 mit 6 Triebwagen, 2 geschlossenen Beiwagen und 3 offenen Sommerbeiwagen eröffnet. Als dann der Verkehr bis nach Buschbad aufgenommen wurde, mussten im Jahre 1900 nochmals 2 Triebwagen der gleichen Bauart nachbeschafft werden. Alle Trieb- und Beiwagen hatten offene Plattformen. Das Fahrpersonal war Wind und Wetter ausgesetzt. Im Jahre 1909 bekamen die Triebwagen eine Heizung und wurden mit Fußsandstreuer versehen. Von der Bromberger Straßenbahn kaufte man 1912 einen alten Triebwagen und baute ihn zum Beiwagen um. Ab 1920 bekamen die Triebwagen einen Glasvorbau. 1925 wurden von der Dresdner Vorortsbahn vier weitere Triebwagen übernommen. Sämtliche Personenfahrzeuge besaßen elektrischen Bremsen und waren gelb-weiß lackiert. Die Fahrgestelle waren schwarz lackiert. Mit Gründung der Meißner Straßenbahn AG trugen die Fahrzeuge an den Seitenwänden das große Meißner Wappen. Nach Einstellung des Personenverkehrs wurden viele Fahrzeuge verschrottet, einige als Gartenlauben oder Bauunterkunftswagen verkauft. Ein Pferdeturmwagen, der schon zum Bau der Fahrleitungsanlagen benutzt wurde, gehörte noch bis 1968 für Reparaturarbeiten zum Fahrzeugpark.

### Güterverkehr
Bei Aufnahme des Güterverkehrs standen im Jahre 1900 zwei Elektrolokomotiven und ab 1901 sieben offene Güterwagen zur Verfügung. Diese ersten Fahrzeuge hatte die Waggonfabrik Lindner in Ammendorf hergestellt, die elektrische Ausrüstung stammte von der Union-Elektricitäts-Gesellschaft. Die Waggonfabrik Van der Zypen & Charlier, Köln, lieferte 1900 zunächst zwölf Rollböcke zum Transport normalspuriger Güterwagen beschafft. Später gab es dann noch einen Spezialrollbock für die Mittelachse von dreiachsigen Güterwagen. Die Lokomotiven besaßen elektrische Bremsen und dazu eine Trommel für das Seil der Heberleinbremse, mit der alle eigenen Güterwagen und Rollböcke ausgerüstet waren. Im Jahre 1901 wurde eine dritte Lokomotive von der Waggonfabrik Liebscher aus Dresden beschafft, die Union-Elektricitäts-Gesellschaft lieferte wiederum die elektrische Ausrüstung. Die Fabrik lieferte auch noch 18 Rollböcke. Von Lindner folgten 1902 drei weitere offene Güterwagen. Die kleine Lokomotive Nr. 4 wurde im Jahre 1906 von der AEG beschafft. Im Jahre 1914 war der Bestand an eigenen Güterwagen auf 17, davon sieben aus der Waggonfabrik Hofmann (bzw. Linke-Hofmann) in Breslau, und die der Rollböcke auf 48 angestiegen. Zudem gab es noch einen Spezialrollbockwagen, denn man hatte ein spezielles Aufsatzgestell entwickelt, welches bei Bedarf auf zwei Rollböcke gesetzt werden konnte. Somit stand nun ein vierachsiger Güterwagen für Spezialtransporte zur Verfügung. Alle vier Lokomotiven waren grün und die Fahrgestelle schwarz lackiert. Mit Gründung der Meißner Straßenbahn AG trugen die Lokomotiven an den Seiten das große Meißner Wappen. Nach 1945 meist nur noch den Schriftzug „Städtische Straßenbahn“ und dazu noch die Loknummer in weiß.

## Einschränkungen und Einstellung des Verkehrs
- Als Folge von Streiks und Kohlemangel kam es vom 25. Dezember 1918 bis 23. Mai 1919 zur kompletten Stilllegung der Straßenbahn. Die Zeit der Stilllegung nutzte man um in der Kraftstation im Triebischtal die verschlissenen Gasmotore durch Elektromotore auszutauschen.
- Vom 25. Januar 1920 bis 9. November 1920 ruhte der Betrieb erneut.
- Trotz Hochinflation konnte durch den anfallenden Güterverkehr im Jahre 1923 auch der Personenverkehr mit Einschränkungen aufrechterhalten werden. Am 17. November 1923 kostete eine einfache Fahrt 30 Milliarden Mark. Mit der Stabilisierung von Währung und Wirtschaft normalisierte sich auch der Straßenbahnverkehr.
- Ab 1. Oktober 1929 verpachtete die Stadt Meißen den Straßenbahnbetrieb für 15 Jahre an den Elektrizitätsverband Gröba. Am 21. Dezember 1935 wurde der Pachtvertrag aufgehoben. Die Stadt Meißen hatte das Elektrizitätswerk, die Straßenbahn und den Kraftverkehr wieder in eigene Verwaltung und unter dem Namen „Städtische Werke“ übernommen.[13]
- 1930 wurde ein 20-Minuten-Verkehr eingeführt.
- In der Folgezeit wurde das Gütergleis zum Elbkai stillgelegt; die Güterzüge endeten nun am Hahnemannsplatz in der Triebischvorstadt. Aber auch der Personenverkehr wurde erheblich reduziert. Nachdem die alte Elbbrücke 1934 abgebrochen worden war, endete die Straßenbahn am linken Ufer in der Elbstraße. Auch nach dem Neubau der Altstadtbrücke erhielt sie keine Genehmigung, diese zu benutzen, und konnte nun den Bahnhof nicht mehr erreichen. Folglich endete der Straßenbahnpersonenverkehr am 2. März 1936. Er wurde nun ausschließlich mit Omnibussen bedient, die – nach einem Probebetrieb im Jahr 1906 – schon seit dem 23. Februar 1928 von der Städtischen Straßenbahn zusätzlich eingesetzt worden waren. Dafür waren zwölf Fahrzeuge vorhanden.

## Unfälle
- Der erste Unfall ereignete sich bereits am Eröffnungstag 1899, als ein Fahrgast beim Abspringen von der Straßenbahn stürzte und sich dabei verletzte.
- Der schwerste Unfall der Meißner Straßenbahn ereignete sich im Sommer 1961. Dabei kam es zu einer Flankenfahrt zweier Güterzüge am Gleisdreieck Talstraße, Ecke Jaspisstraße. Ein mit Kohle beladener DR-Güterwagen auf Rollböcken stürzte dabei um. Die Güterlokomotive Nr. 3 wurde dabei erheblich beschädigt, es gab jedoch keine Verletzte.

## Erhaltene Fahrzeuge und Anlagen
Die Güterlokomotive Nummer 3 wurde nach der Stilllegung der Meißner Straßenbahn 1968/69 von Mitarbeitern des VEB Straßenunterhaltungsbetriebes restauriert und im April 1969 in das vom Verkehrsmuseum Dresden genutzte Johanneum nach Dresden gebracht. Im Zuge der Auflösung der Ständigen Ausstellung „Städtischer Nahverkehr“ im Verkehrsmuseum Dresden gelangte die Ellok am 27. Juni 2012 in das ehemalige Straßenbahndepot an der Meißener Jaspisstraße, dem heutigen Bauhof der Stadt Meißen, wo sie an bestimmten Tagen im Jahr besichtigt werden kann.
Erhalten geblieben sind außerdem einige der zweiachsigen Güterwagen, mit denen die Straßenbahn einst Jute vom Elbkai zur Jutespinnerei im Triebischtal transportierte. Sechs der sieben offenen Güterwagen des Herstellers (Linke-)Hofmann, Breslau wurden im Zweiten Weltkrieg von der Heeresverwaltung auf der Insel Langeoog beim Bau der Befestigungsanlagen zur Abwehr eines eventuellen englischen Angriffs eingesetzt. Zwei Wagen wurden 1942 für den „Osteinsatz“ abgezogen. Nach dem Krieg setzte die Inselbahn Langeoog die verbliebenen vier im Güterverkehr ein, dabei erfuhren sie mehrere Umbauten, u. a. wurde auch der kurze Achsstand von 1600 auf 2700 mm verändert. Mit der Einstellung des Güterverkehrs im Jahr 2009 wurden sie verkauft. Einen übernahm – visionär vorausschauend – die deutschlandweit agierende IG Wagen und hinterstellte ihn in Thüringen beim Verein IG Hirzbergbahn e.V. (Georgenthal). Er ist für eine künftige Schauanlage im Meißner Depot reserviert. Ein Wagen gelangte über einen Zwischenhändler zum Kleinbaan-Service B.V. in Winschoten, Niederlande, und wurde dort in seinem Langeooger Umbauzustand restauriert. Zwei standen einige Jahre auf einem Lagerplatz in Nordrhein-Westfalen, einen erwarb 2017 die Initiative Sächsische Eisenbahngeschichte e.V. (ISEG) und ließ im Sächsischen Fortbildungs- und Umschulungswerk in Dresden als Güterwagen Nummer 14 restaurieren sowie im Oktober 2021 ins ehemalige Straßenbahndepot nach Meißen bringen. Den anderen Güterwagen übernahm der Museumsverein der Stadt Forst (Lausitz) e. V. für das Brandenburgische Textilmuseum Forst. In Forst erfolgte – begünstigend durch die ähnliche Konstruktion – ein Umbau im Erscheinungsbild eines Güterwagens der einstigen Forster Stadteisenbahn.
Der Triebwagen Nummer 1 wurde im Jahr 2003 von einem Privatgrundstück in Keilbusch geborgen und verkehrt seit 2007 umgebaut als Pferdebahnwagen Nummer 1 bei der Straßenbahn Döbeln. Den ab 1936 ebenfalls in Keilbusch als Schuppen stehenden Beiwagen Nummer 14 (1912 aus Bromberg übernommen) ließ die Stadtverwaltung Meißen im September 2014 bergen und auf das Geländes ehemaligen Straßenbahndepots bringen – im Jahr 2024 begannen erste Detailplanungen für seine Restaurierung.
Es sei angemerkt, dass bei der Meißner Straßenbahn – im Gegensatz zur Praxis bei anderen Bahnen – die Fahrzeuge des Personenverkehrs (Trieb. und Beiwagen), die Güter-Elloks, die Güterwagen und die Rollböcke jeweils mit der Nummer 1 beginnend durchnummeriert wurden. Somit gibt es noch heute sowohl einen (Personen-)Beiwagen wie auch einen Güterwagen mit der Nummer 14.
Der Großteil der bei der Meißner Straßenbahn insgesamt eingesetzten 59 Rollböcke stammten aus der Aktiengesellschaft für Fabrikation von Eisenbahnmaterial zu Görlitz. Da sie alle 1968 verschrottet wurden, lag es nahe, für die geplante Schauanlage zur Dokumentation eines Güterzugensembles zwei bauartgleiche Rollböcke zu beschaffen. Somit erwarb die Stadt Meißen 2019 ein Paar von der Traditionsbahn Radebeul e.V. Sie stammten zuvor von den Harzer Schmalspurbahnen und wurden 1909 bzw. 1916 in Görlitz für die damalige Nordhausen-Wernigeroder Eisenbahn hergestellt – also im gleichen Zeitraum, in dem auch Meißen seine Rollböcke beim gleichen Hersteller in gleicher Konstruktion erwarb.
Auf dem Gelände des heute vom Bauhof Meißen genutzten Straßenbahndepots befinden sich noch einige Oberleitungsmasten, die man heute für die Beleuchtung nutzt. Am ehemaligen Verwaltungsgebäude der Straßenbahn blieb eine Oberleitungsrosette für die Fahrdrahtaufhängung erhalten. Insgesamt existieren an einigen sanierten und unsanierten Gebäuden noch 23 Wandrosetten (davon zwei als Ausstellungsstücke) und drei Haken in Meißen.
Sichtbar erhalten sind noch die Anschlussgleisanlagen in der ehemaligen Kunstmühle Heinrich Reich in Triebischtal. Bei Straßenbaumaßnahmen in der Talstraße beziehungsweise der Ossietzkystraße können auch heute noch vereinzelt Straßenbahnschienen gesichtet werden.
Für die Wagenhalle des ehemaligen Straßenbahndepots wird nach bereits erfolgter Sanierung des Daches eine verkehrsgeschichtliche Schauanlage angestrebt.

## Sonstiges
- Das Königreich Sachsen hatte sich ein Aufkaufrecht für die Meißner Straßenbahn gesichert und beabsichtigte, die bereits betriebene Überlandstraßenbahnlinie von Mickten nach Kötzschenbroda (Lößnitzbahn, ab 1931 bis Weinböhla verlängert) weiter nach Meißen zu verlängern.[14]
- Bis 1903 gab es am Heinrichsplatz einen Wärter, der an dieser unübersichtlichen Stelle den Verkehr der Personenstraßenbahn regelte. Er musste zum Beispiel Fuhrwerke am Passieren hindern, wenn sich eine Straßenbahn näherte. Ab 1903 würde der Wärter durch eine Lichtsignalanlage ersetzt.[15][16]
- An der Elbbrücke regelten gleich zwei Wärter den Verkehr. Sie hatten dafür zu sorgen, dass sich keine Straßenbahnwagen auf der Brücke begegneten.
- Zur Eröffnung vom Kino „Filmburg-Lichtspiele“ in der Neugasse 44, am 1. November 1930, wurde ein Film über die Meißner Straßenbahn gezeigt.
- Triebwagen Nr. 2 der Personenstraßenbahn diente viele Jahre im Gaswerk als Rangierlok für die mit Koks beladenen Güterwaggons. Er verblieb dort bis ca. 1963.
- Sämtliche Triebwagen der Personenstraßenbahn waren mit Rollenstromabnehmern ausgerüstet. Die Lokomotiven der Güterstraßenbahn hatten anfänglich ebenfalls noch Rollenstromabnehmer. Von 1957 bis 1958 wurde die Fahrleitungsanlage umgebaut und die Lokomotiven bekamen Scherenstromabnehmer und hatten nun nach Dresdner Vorbild Ecklaternen auf dem Dach, damit sie im Straßenverkehr besser als Schienenfahrzeuge erkennbar waren.
- Die Straßenbahn Meißen betrieb am Elbkai unterhalb der Albrechtsburg einen Umschlagbetrieb mit einem eigenen Kran.
- Ein Wartehaus der Straßenbahn Meißen von ca. 1910 aus Klinkerstein, mit Toilettenanlage und einem historischen Brunnen, blieb noch bis Anfang 2019 erhalten. Seit Stilllegung vom Personenverkehr der Straßenbahn im Jahre 1936 diente es noch den Fahrgästen vom Stadtbus als Wartehaus. Im Februar 2019 wurde das Wartehaus, welches seit vielen Jahren auf der Liste der Kulturdenkmale in Triebischtal (Meißen) steht, einfach abgerissen.[17] Zwischen dem Landesamt für Denkmalpflege und der Unteren Denkmalbehörde kam es zum Eklat. Aufgeklärt wurde der Fall nicht.